# Adhemarius palmeri
Adhemarius palmeri là một loài bướm đêm trong họ Sphingidae. Loài này được tìm thấy ở Costa Rica lan và hầu hết Nam Mỹ. Sải cánh dài 99–124 mm và Ấu trùng có thể ăn Ocotea veraguensis, Ocotea atirrensis và Ocotea dendrodaphne.

## Hình ảnh

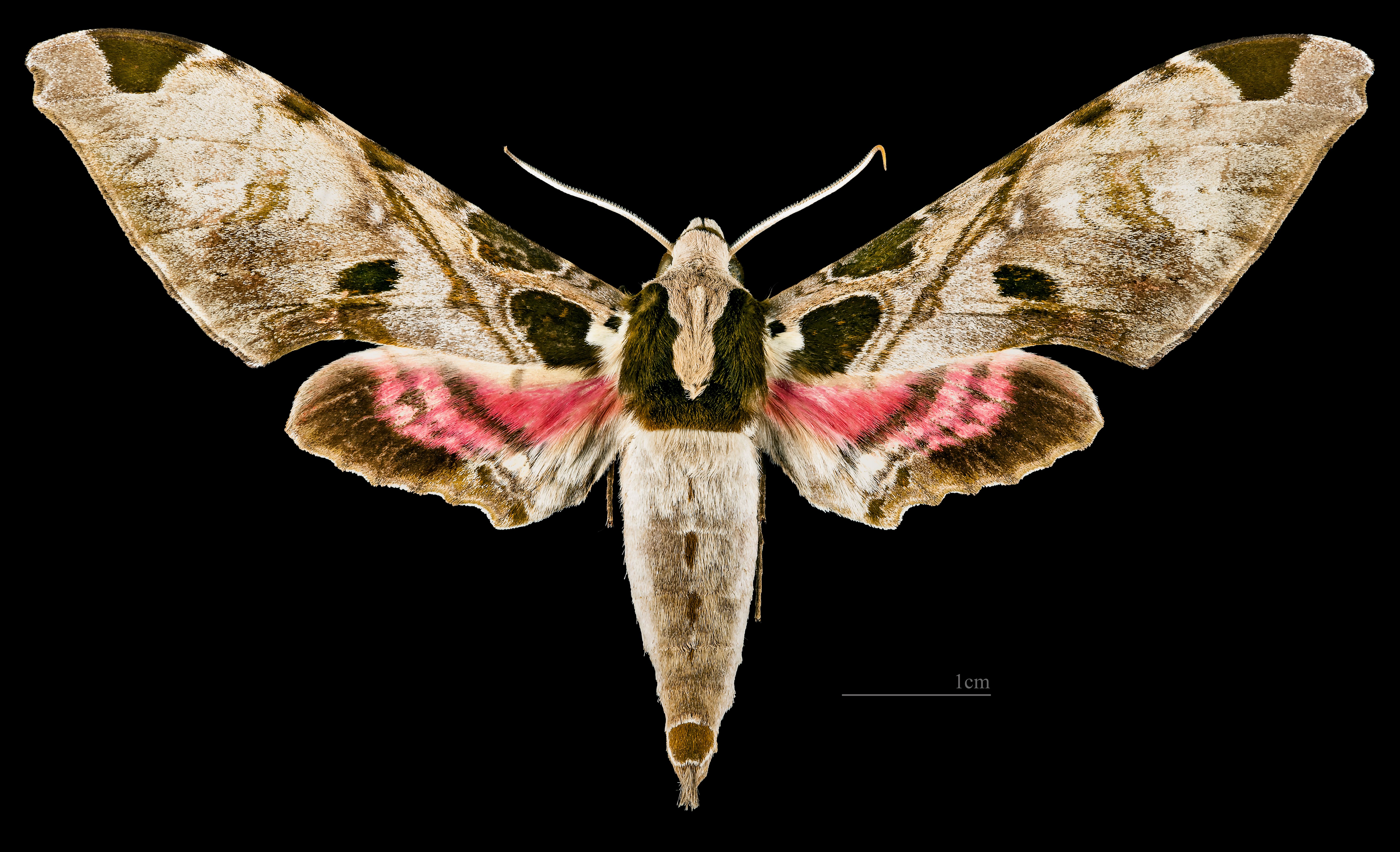
Adhemarius palmeri♂
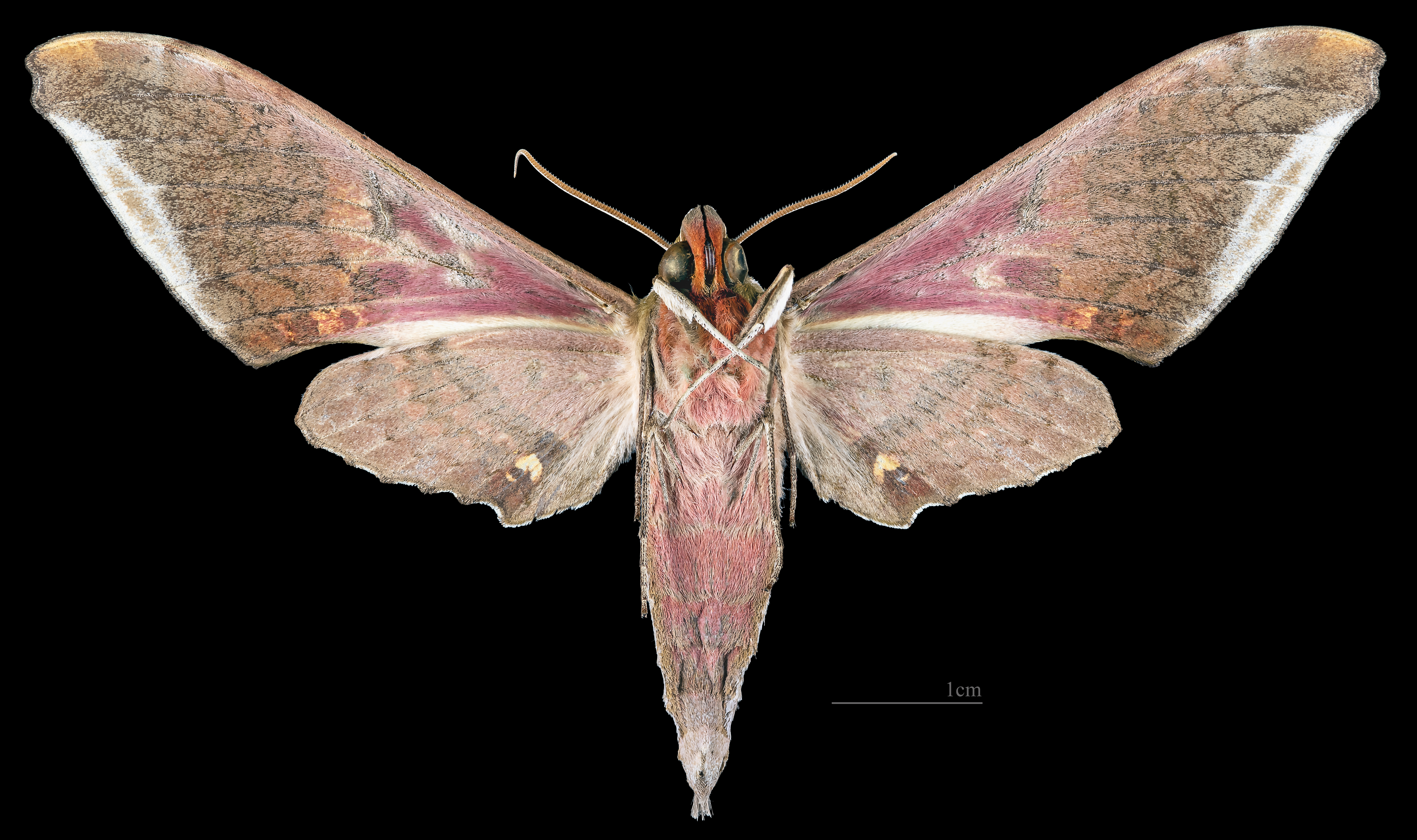
Adhemarius palmeri♂ △
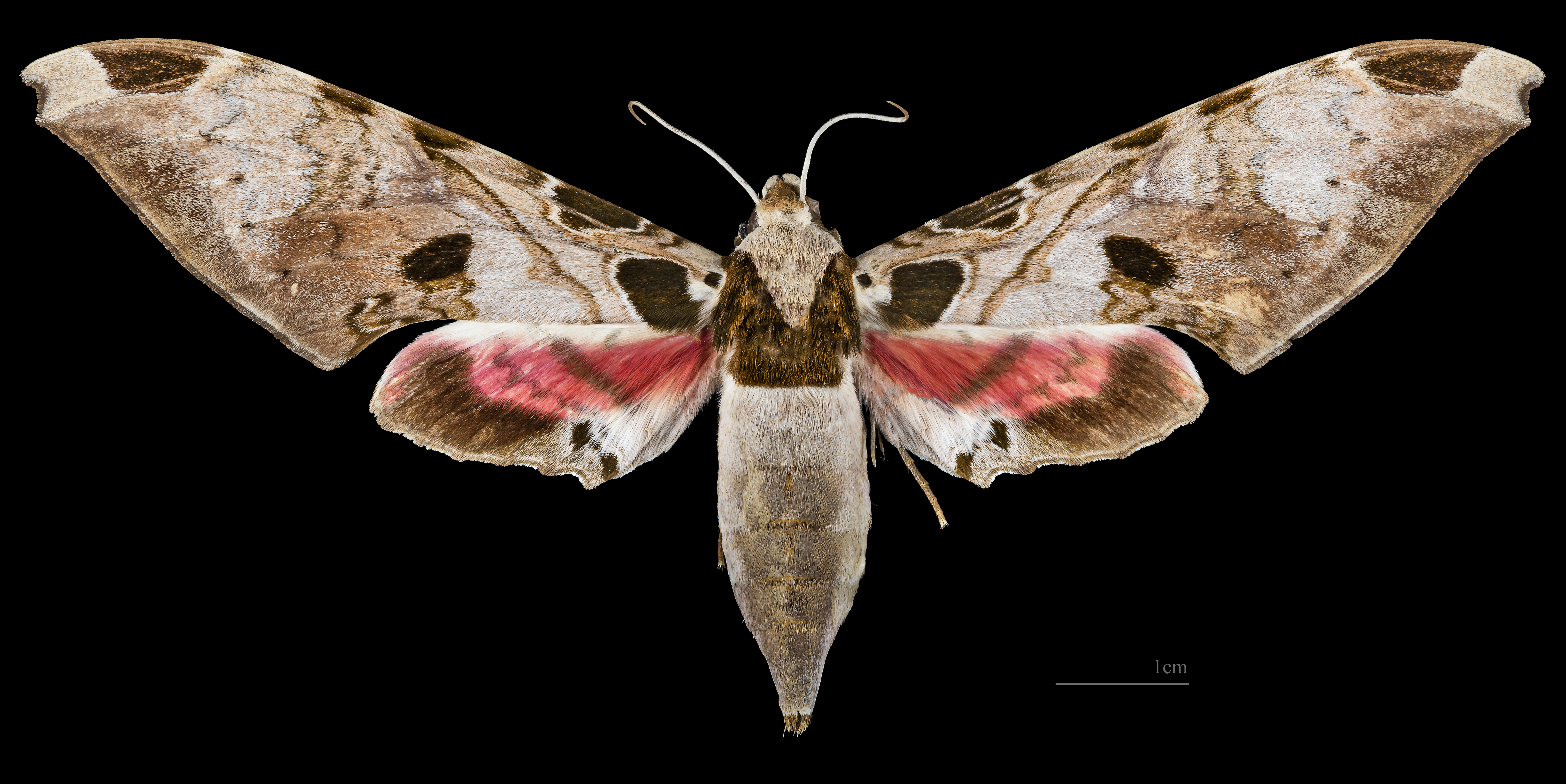
Adhemarius palmeri ♀
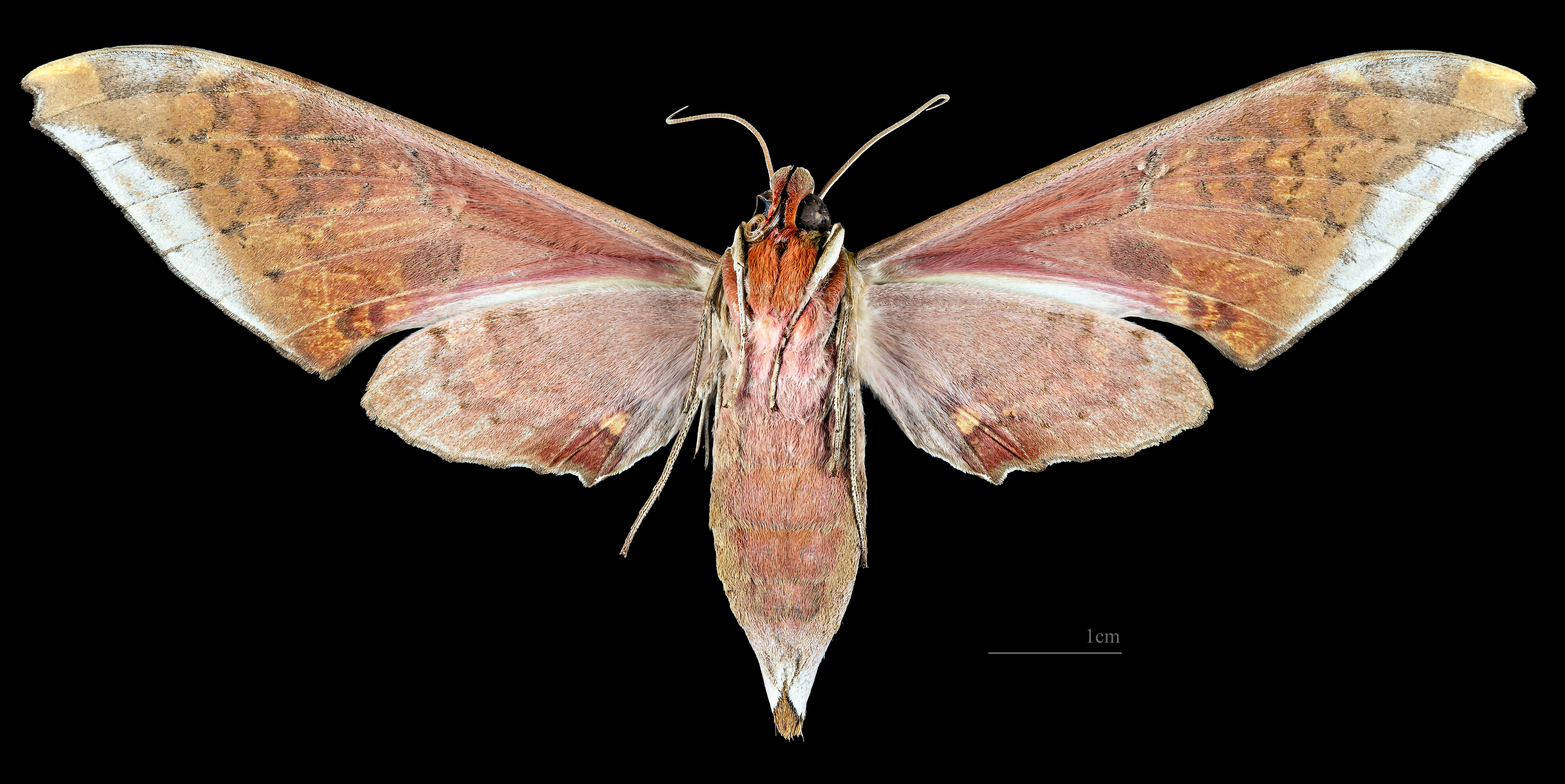
Adhemarius palmeri ♀ △